# Normes del Puig
Les Normes del Puig sont des normes orthographiques élaborées en 1979 par la section de Langue et Littérature de la Real Academia de Cultura Valenciana (RACV) pour le valencien, celui-ci étant entendu, par les promoteurs de cette normative, comme une langue indépendante du diasystème de la langue catalane, en opposition avec les critères linguistiques communément acceptés par les scientifiques. Elles furent présentées au cours d'un acte célébré le 7 mars 1981 à la commune de El Puig (province de Valence).
Elles marquent par conséquent un esprit rupturiste par rapport au standard d'usage, basé sur les Normes de Castellón de 1932, réalisées en concertation avec les instances académiques catalanes. Leur usage est resté extrêmement minoritaires.
Plusieurs versions successives en furent publiées, les différences portant en particulier sur l'utilisation des accents diacritiques.

## Versions
Dans la première version (1979-1981), publiée dans la revue Murta, l'écriture portait de nombreux accents écrits, mais avec un système différent de celui des Normes de Castelló.
Dans la seconde version (1981-2003), la plupart des accents furent supprimés, à l'exception des accents diacritiques. Ce fut la mouture des normes la plus diffusée. Ainsi par exemple, à la fin des années 1990, le journal Las Provincias, connu pour ses positions blavéristes, distribua près de 30 000 exemplaires du dictionnaire de la RACV, édités par la municipalité de Valence.
Au cours de la période 1979-2004, sont parues 656 œuvres écrites totalement ou partiellement avec cette normative. Avec 54 titres publiés, 1996 est l'année ayant connu le plus grand nombre de publications en normative sécessionniste.
En juin 2003, une nouvelle réforme réintroduisit certains accents, la rapprochant de la normative défendue par l'Académie valencienne de la langue (AVL), conforme aux normes de 1932. En raison de ce changement les Normes ont été durement critiquées par certains secteurs blavéristes. Elles ont toutefois été acceptées par des entités sécessionnistes comme Lo Rat Penat ou le parti inactif Unio Valenciana.

## Usage
Les organismes officiels de la Communauté valencienne, les municipalités, la Generalitat valencienne ainsi que les universités, la grande majorité des maisons d'éditions et d'autres entités culturelles ont toujours utilisé dans leurs écrits les Normes de Castellón, unitaires par rapport au catalan. Les quelques tentatives d'utiliser une normative différente par des organismes officiels avortèrent à cause d'une sentence du Tribunal suprême espagnol du  21 septembre 1998 interdisant à la municipalité de Benifaió de faire usage des Normes del Puig dans sa communication interne et établissant une jurisprudence confirmant que les questions de normalisation linguistique sont du seul ressort de la Communauté autonome,, ce qui invalide par conséquent les propositions de la RACV.
Certains organismes culturels comme la Junta Central Fallera ont défendu l'utilisation des Normes del Puig. Depuis 1998 toutefois, année de la création de l'AVL, le nombre d'ouvrages publiés dans les Normes del Puig est en recul, Actuellement[Quand ?] les différentes formes des normes sont encore utilisées dans certaines publications, essentiellement liées à Lo Rat Penat et à la RACV, leurs deux plus grands promoteurs, ainsi que sur certains sites internet, se réclamant généralement de l’anticatalanisme.[réf. nécessaire]
Il existe également sur Internet une encyclopédie suivant le principe de Wikipédia — L'Enciclopèdia en Valencià — qui contient, en janvier 2023, plus de 25 000 articles écrits dans les Normes del Puig.